# Любовь женщины
«Любовь женщины» (фр. Un amour de femme) — французская мелодрама 2001 года режиссёра Сильви Верейде.

## Сюжет
Жанне замужем за Давидом уже 8 лет, у них растёт сын. На одной из вечеринок у друга Давида Жанне знакомится с Мари — профессиональной танцовщицей. Общение с ней оказывается легким и непринужденным. Короткое время, что они были вместе, доставило Жанне давно не испытываемое искреннее веселье.
Мари приглашает Жанне заниматься танцами у неё в студии. Та соглашается, так как в молодости очень любила танцевать. Уроки танцев дарят ей одновременно и радость и тревогу о том, что она уже слишком взрослая для таких занятий. Но Мари очень рада её приходу. Их общение продолжается.
В один из дней Мари приглашает подругу съездить к морю. Недолгая поездка дарит им то, что отсутствовало в городе — возможность побыть наедине. И ничто уже не в силах остановить прорывающихся чувств. Жанне понимает, что начинает терять контроль над собой. Испугавшись, она срывается с места, оставляя Мари и торопясь обратно в город. Но на перроне, перед отходом поезда, сам собой срывается поцелуй, который уже не кажется просто «прощальным».
События становятся неуправляемыми. У девушек начинается нежный роман. Месяц тайных встреч приводит к тому, что Жанне не выдерживает напряжения и рассказывает обо всем Давиду. Тот приходит в ярость, но даёт жене время всё обдумать. Любовь к сыну и страх перед будущим принуждают Жанне расстаться с Мари.
Однако жизнь изменилась и вернуть прошлое никто не в силах. Отношения с Давидом напряжены, Жанне постоянно терзается о потерянной любви. Понимая, что так жить невозможно, она уходит от мужа и возвращается к Мари, которая молила бога о её возвращении. Первый же взгляд дарит влюбленным спокойствие и радость, которых им так не хватало все то время, которое они провели, находясь в разлуке.

## В ролях
| В ролях          |  | Персонаж |
| ---------------- |  | -------- |
| Хелен Фильере    |  | Жанне    |
| Рафаэла Андерсон |  | Мари     |
| Энтони Делон     |  | Давид    |